# 江戸四塔
江戸四塔（えどしとう/えどよんとう）は、江戸時代に建立された江戸の五重塔。
寛永寺（現存）・池上本門寺（現存）（または、芝増上寺（東京大空襲で焼失））・浅草寺（東京大空襲で焼失、戦後コンクリート造で位置を変えて再建。）・谷中天王寺（放火により焼失）の五重塔のこと。

## ギャラリー

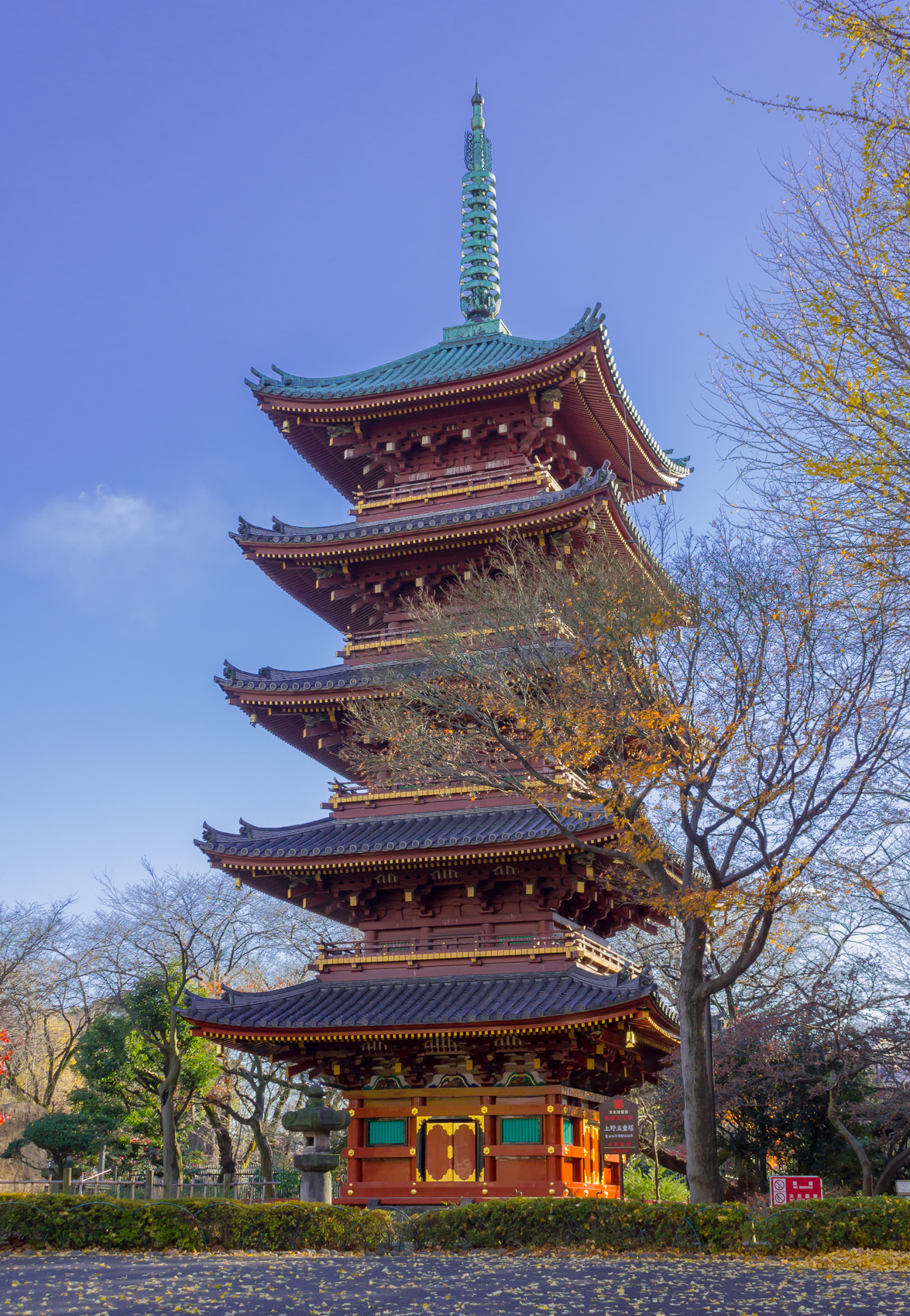
旧寛永寺五重塔 （上野動物園内）
池上本門寺五重塔
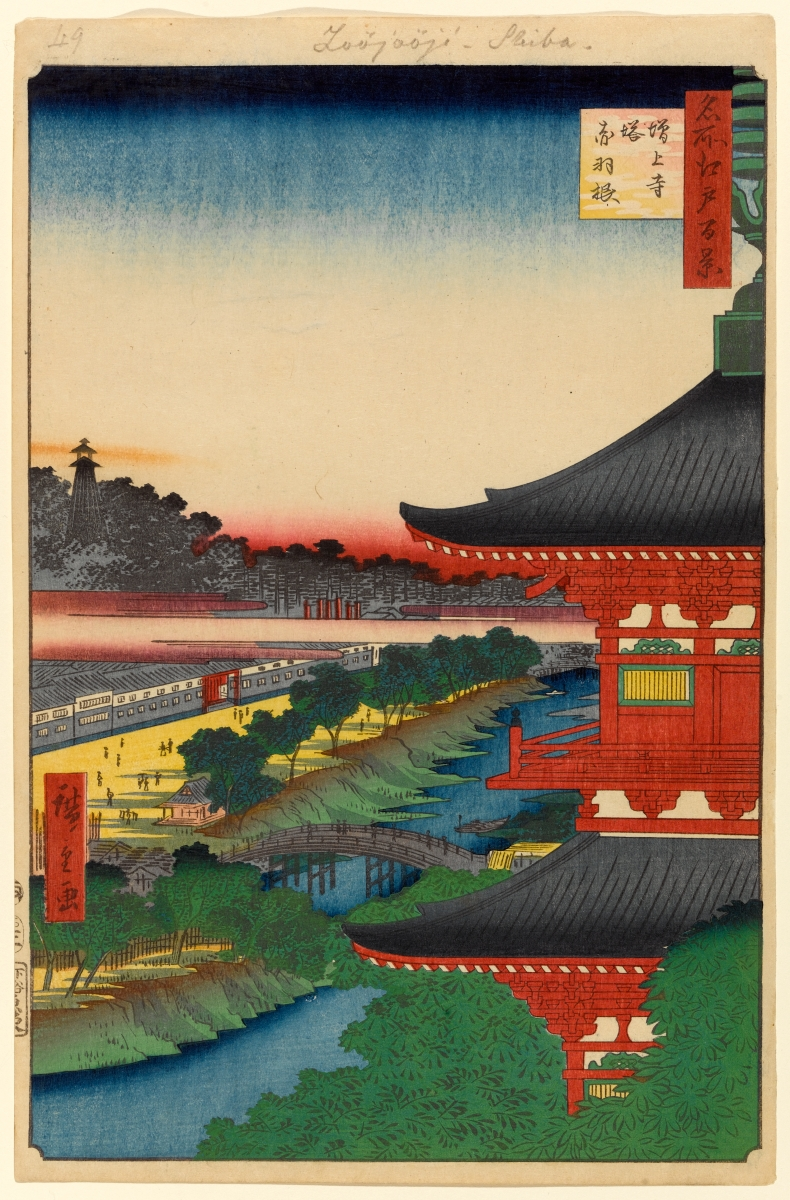
増上寺五重塔 『名所江戸百景』より
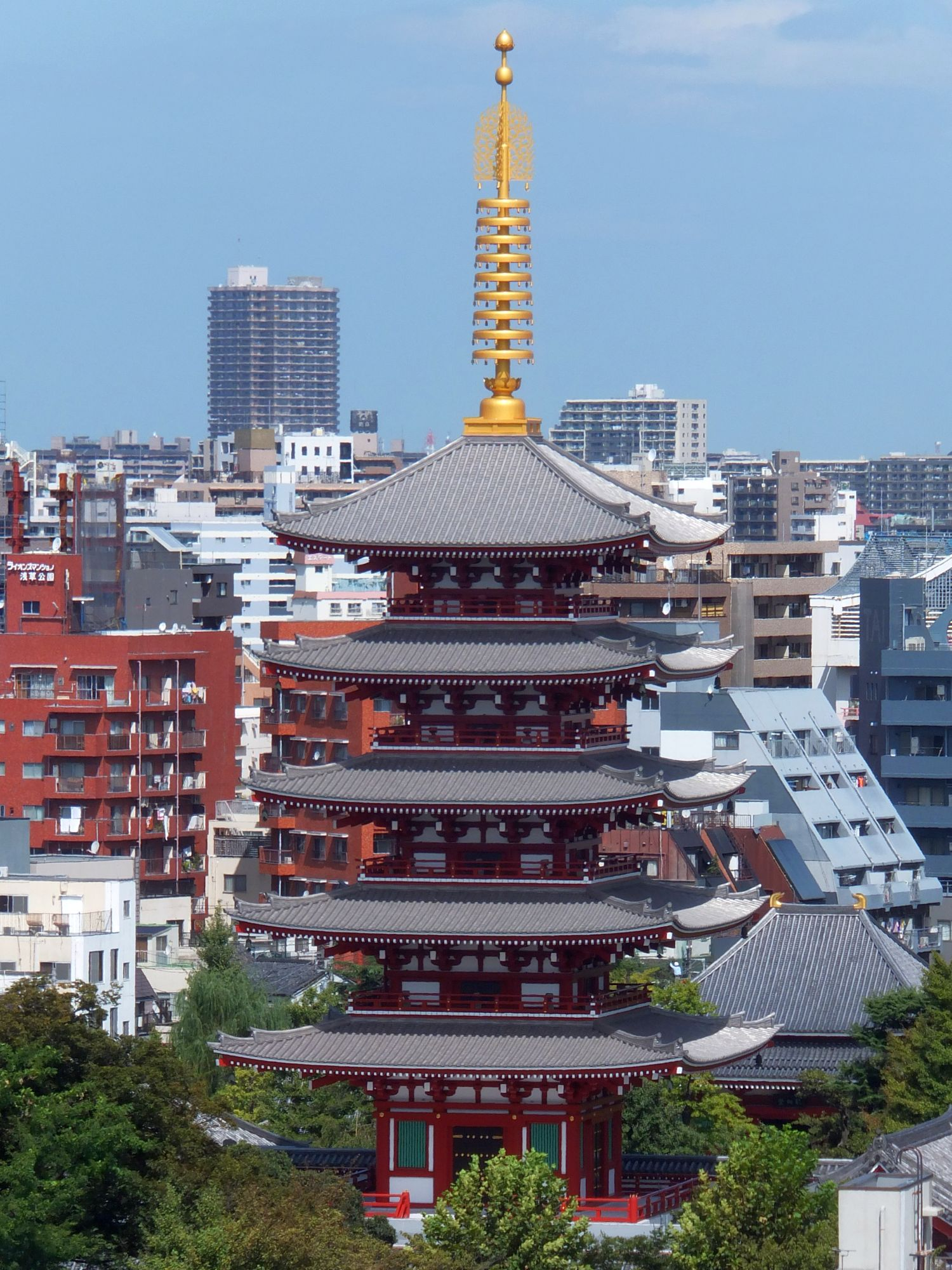
浅草寺五重塔
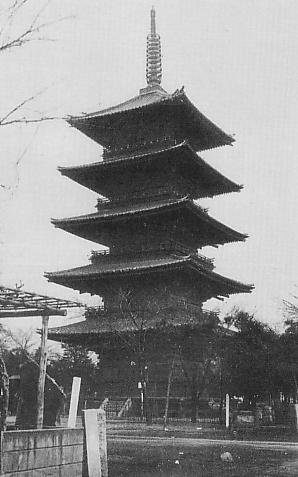
天王寺五重塔